# Ásványvíz

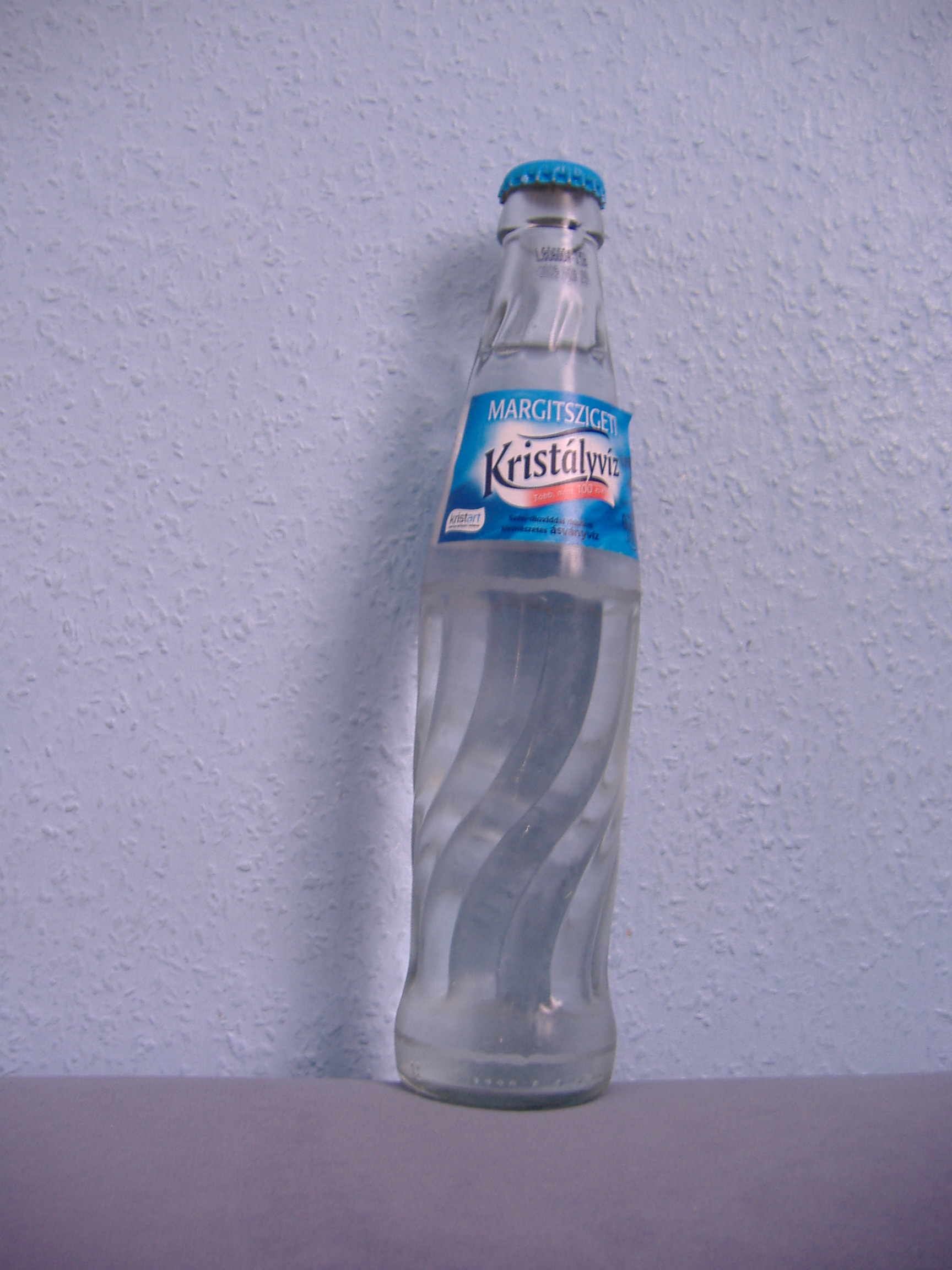
Egy üveg Margitszigeti Kristályvíz, egy magyar ásványvíz

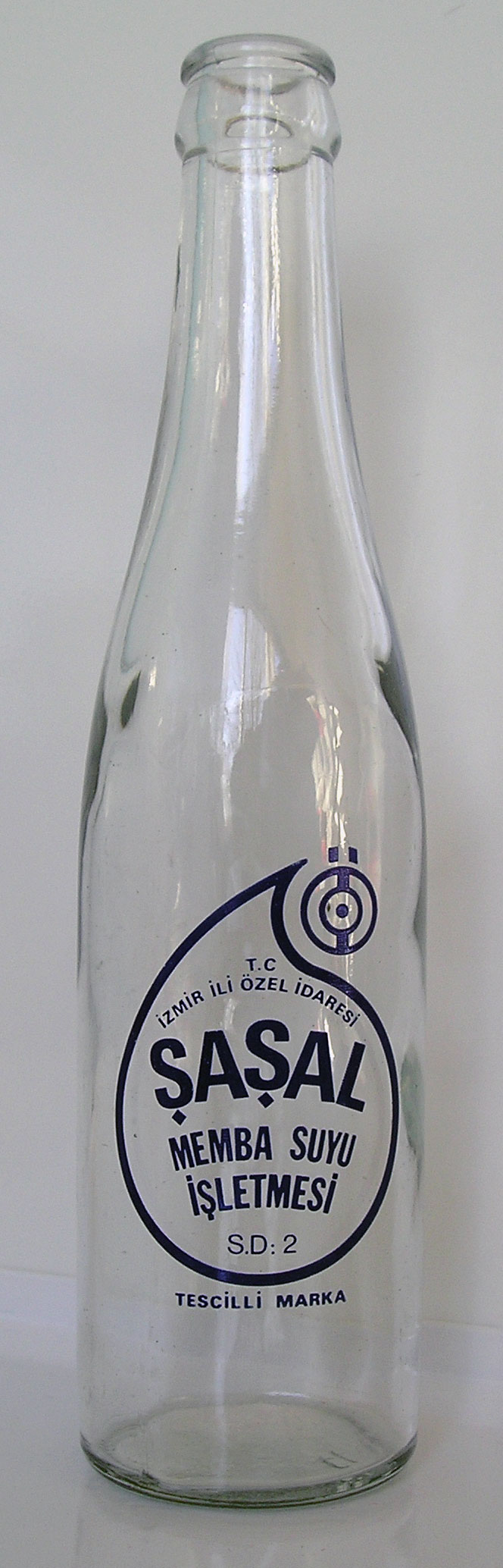
Török ásványvizes üveg

Az ásványvíz a föld mélyéről származó olyan ivóvíz, amelyben az oldott anyagok mennyisége meghaladja az 500 mg/litert, vagy egy-egy elemet (ionos formában) az átlagosnál nagyobb mennyiségben tartalmaz, és amelyek sajátos ízt és gyakran gyógyhatást kölcsönöznek neki. Az ásványvíz az ivóvízzel azonos beszerzési helyről, védett kútból vagy forrásból származik. A vizek döntő többsége szénsav mentes, melyet a palackozás előtt dúsítanak.
A fentieknek köszönhetően a hazai vezetékes ivóvizek fele, és a természetes források többsége is ásványvíznek minősülnek.
A gyógyvizek összes oldott ásványianyag-tartalma legalább 1000 mg/l, és tartalmazza az alább felsorolt elemek, ionok, vegyületek valamelyikét:
- Lítiumion legalább 5 mg/l,
- Szulfidion vagy titrálható kén legalább 1 mg/l,
- Metakovasav legalább 50 mg/l,
- Nátriumion kevesebb 200 mg/l-nél,
- Magnéziumion legalább 20 mg/l,
- Kalciumion legalább 60 mg/l,
- Bromidion legalább 5 mg/l,
- Jodidion legalább 1 mg/l,
- Fluoridion 0,8-1,2 mg/l,
- Radonaktivitás legalább 37 Bq/l,
- Szabad szén-dioxid legalább 1000 mg/l

Jellegük szerint főleg kalcium-hidrogén-karbonátos, magnézium-hidrogén-karbonátos, nátrium-hidrogén-karbonátos, kloridos, szulfátos, fluoridos vizek, illetve ezek változatai.
Az elfogyasztott ivóvíz többszörös körforgásban lép kölcsönhatásba a testszövetekkel, az ásványvizek is így fejtik ki jótékony hatásukat. (Például egy felnőtt ember agyán 1400 milliliter víz halad át egy nap, a vesét pedig 2000 milliliter víz mossa át.) A szervezetnek számos olyan anyagra van szüksége, amelyet nem biztos, hogy felveszünk a táplálékkal együtt, de lehet, hogy megtalálható egyes ásványvizekben.
Az ásványvízforrások mellett - azok gyógyhatásának köszönhetően - gyakran nőttek ki fürdők, üdülőhelyek. Magyarország a világ egyik ásványvízforrásokkal és felszínre hozható ásványvízvagyonnal leginkább megáldott része. Jelenleg az ivóvíz szolgáltatók létesítményeit figyelmen kívül hagyva több mint száz, kifejezetten a palackozás céljából létesített artézi kút és forrás ad elismert természetes ásványvizet és ezek közül mintegy 50-nek a vizét palackozzák is.
A világon több mint 3000 ásványvízmárka van forgalomban.
Nagyon sok magyar és külföldi palackozott „ásványvíz” nem felel meg az ásványvíz követelményeinek (feliratuk téves), mert csak forrásvíznek, ivóvíznek tekinthetők.
Mesterségesen is állítanak elő ásványi és egyéb anyagokkal dúsított vizet, ezek azonban nem tekinthetők természetes ásványvíznek.

## Ásványvizek Magyarországon
| Neve                                           | Forrás / kút helye                            | Díjak                                             |
| ---------------------------------------------- | --------------------------------------------- | ------------------------------------------------- |
| Abaqua                                         | Aba, Fejér vármegye                           |                                                   |
| ADandAqua                                      | Ádánd, Somogy vármegye                        |                                                   |
| Alpokaqua                                      | Horvátzsidány, Vas vármegye                   |                                                   |
| Amádé                                          | Gönc, Borsod-Abaúj-Zemplén vármegye           |                                                   |
| Anisán                                         | Cegléd, Pest vármegye                         |                                                   |
| Anna                                           | Szeged, Csongrád-Csanád vármegye              |                                                   |
| Apenta                                         | Budapest , Őrmező                             |                                                   |
| Aqua Dolina                                    | Akasztó, Bács-Kiskun vármegye                 |                                                   |
| Aqua optima                                    | Üllő, Pest vármegye                           | Monde Selection 2012 Gold                         |
| Aqua Pelso                                     | Balatonboglár (Szőlőskislak), Somogy vármegye |                                                   |
| Aqua-Perla                                     | Lakitelek / Kisalpár,                         |                                                   |
| AQUARIA                                        | Albertirsa, Pest vármegye                     |                                                   |
| Aquarius                                       | Albertirsa, Pest vármegye                     |                                                   |
| Aqua Salamon                                   | Alap, Fejér vármegye                          |                                                   |
| Aquastella                                     | Budapest, III. kerület, Pest vármegye         |                                                   |
| Aqua viva                                      | Kerekdomb / Tiszakécske,                      |                                                   |
| Attala                                         | Attala, Tolna vármegye                        |                                                   |
| Ave                                            | Debrecen, Hajdú-Bihar vármegye                | Aqua Expo, 2005 Párizs                            |
| Balatoni Ásványvíz                             | Balatonőszöd, Somogy vármegye                 |                                                   |
| Balfi                                          | Balf, Győr-Moson-Sopron vármegye              | Magyar Termék-Nagydíj 2005                        |
| Beathus-Aqua                                   | Kajdacs, Tolna vármegye                       |                                                   |
| Bihari Gyémánt                                 | Biharugra, Békés vármegye                     |                                                   |
| Borsodi víz                                    | Edelény, Borsod-Abaúj-Zemplén vármegye        |                                                   |
| Brill                                          | Furta, Hajdú-Bihar vármegye                   |                                                   |
| Bükk Aqua ásványvíz                            | Bánhorváti, Borsod-Abaúj-Zemplén vármegye     |                                                   |
| Cegléd Ásványvíz 2000                          | Cegléd, Pest vármegye                         |                                                   |
| Celli Vulkán Ásványvíz                         | Celldömölk, Vas vármegye                      |                                                   |
| Cívis                                          | Debrecen, Hajdú-Bihar vármegye                |                                                   |
| Csepel Gyöngye                                 | Budapest, XXI. kerület, Pest vármegye         |                                                   |
| Cserke kincse                                  | Cserkeszőlő,                                  |                                                   |
| Csillaghegyi                                   | Budapest, III. kerület, Pest vármegye         |                                                   |
| Csillaghegyi Kristályvíz                       | Budapest, III. kerület, Pest vármegye         |                                                   |
| Csokonai                                       | Debrecen Lenc telep Hajdú-Bihar vármegye      |                                                   |
| "Dagály Ásványvíz"                             | Budapest, XIII. kerület, Pest vármegye        |                                                   |
| Dám                                            | Gyulaj, Tolna vármegye                        |                                                   |
| Dona                                           | Bánhorváti, Borsod-Abaúj-Zemplén vármegye     |                                                   |
| Dunagyöngye                                    | Budapest, IX. kerület, Pest vármegye          |                                                   |
| Éleshegyi                                      | Bárdudvarnok, Somogy vármegye                 |                                                   |
| Fontanalis                                     | Hévíz, Zala vármegye                          |                                                   |
| Fonte Re                                       | Szentkirály,                                  |                                                   |
| Fonte Verde / Somogyvár / Somogy vármegye      | "Az élet vize-java"                           |                                                   |
| Fonyódi Ásványvíz                              | Fonyód, Somogy vármegye                       | NIVEX Év vize 2021                                |
| Főnix                                          | Hajdúsámson, Hajdú-Bihar vármegye             |                                                   |
| Gellérthegyi Kristályvíz / Harmatvíz           | Budapest,                                     |                                                   |
| Gellérttáró II.                                | Budapest, XI. kerület, Pest vármegye          |                                                   |
| Gellérttáró VI.                                | Budapest, XI. kerület, Pest vármegye          |                                                   |
| GOLDAQUA                                       | Cégénydányád, Szabolcs-Szatmár-Bereg vármegye |                                                   |
| Gödi természetes ásványvíz                     | Göd (Alsógöd), Pest vármegye                  |                                                   |
| Gyömrő Gyöngye                                 | Gyömrő, Pest vármegye                         |                                                   |
| Gönczi víz                                     | Gönc, Borsod-Abaúj-Zemplén vármegye           |                                                   |
| Hajdúszoboszlói                                | Hajdúszoboszló, Hajdú-Bihar vármegye          |                                                   |
| Hartai természetes ásványvíz                   | Harta, Bács-Kiskun vármegye                   |                                                   |
| "Jászok kincse"                                | Jászdózsa, Jász-Nagykun-Szolnok vármegye      |                                                   |
| Káli                                           | Kál, Heves vármegye                           |                                                   |
| Kék-Brill                                      | Dánszentmiklós, Pest vármegye                 |                                                   |
| Kékforrás / Aquarius                           | Albertirsa, Homokrész                         |                                                   |
| Kék Gyémánt                                    | Debrecen, Hajdú-Bihar vármegye                |                                                   |
| Kincs Természetes Ásványvíz                    | Berettyóújfalu, Hajdú-Bihar vármegye          |                                                   |
| KOS szénsavmentes természetes, lúgos ásványvíz | Létravértes, Hajdú-Bihar vármegye             |                                                   |
| KOS szénsavas természetes ásványvíz            | Létravértes, Hajdú-Bihar vármegye             |                                                   |
| Kossuth Lajos Ásványvíz                        | Balatonfüred, Veszprém vármegye               |                                                   |
| Kristályvíz                                    | Albertirsa, Pest vármegye                     |                                                   |
| Kun-aqua                                       | Lakitelek / Kisalpár                          |                                                   |
| Lilla                                          | Debrecen / Csokonai kút, Hajdú-Bihar vármegye |                                                   |
| Lillafüredi                                    | Lillafüred, Borsod-Abaúj-Zemplén vármegye     |                                                   |
| Lukács Fürdő Római Forrás Ásványvize           | Budapest, II. kerület, Pest vármegye          |                                                   |
| Lukács Gyöngye                                 | Budapest, II. kerület, Pest vármegye          |                                                   |
| Margitszigeti ásványvíz                        | Budapest, XIII. kerület, Pest vármegye        |                                                   |
| Margitszigeti Kristályvíz                      | Budapest, Margit-sziget                       |                                                   |
| Marian                                         | Baracska, Fejér vármegye                      |                                                   |
| Mathias Aqua                                   | Székesfehérvár, Fejér vármegye                |                                                   |
| Milotai Ásványvíz                              | Milota, Szabolcs-Szatmár-Bereg vármegye       |                                                   |
| MINAQUA Alapai                                 | Alap, Fejér vármegye                          |                                                   |
| Mineralis 305                                  | Lakitelek-Kisalpár                            |                                                   |
| Mizse                                          | Lajosmizse, Bács-Kiskun vármegye              |                                                   |
| Mohai Ágnes víz                                | Moha (település), Fejér vármegye              |                                                   |
| Montivíz ásványvíz                             | Monostorapáti, Veszprém vármegye              | Magyar Termék Nagydíj, 2013                       |
| NaturAqua                                      | Zalaszentgrót, Zala vármegye                  |                                                   |
| OLUP AQUA                                      | Alap, Fejér vármegye                          |                                                   |
| Óbudai Gyémánt                                 | Budapest, Pest vármegye                       |                                                   |
| Pannon-aqua                                    | Bököny / Csány, Heves vármegye                |                                                   |
| Pannon Gyöngye                                 | Csány, Heves vármegye                         |                                                   |
| Pannonhalma Gyöngye                            | Écs, Győr-Moson-Sopron vármegye               |                                                   |
| Pannónia Gyöngye                               | Csokonyavisonta, Somogy vármegye              |                                                   |
| Peridotaqua                                    | Pusztazámor, Pest vármegye                    |                                                   |
| Parádi                                         | Parád, Heves vármegye                         |                                                   |
| Péterkút                                       | Kaba, Hajdú-Bihar vármegye                    |                                                   |
| Phoenix Aqua Ásványvíz                         | Bakonysárkány, Komárom-Esztergom vármegye     |                                                   |
| Polányi Ásványvíz                              | Balatonfüred, Veszprém vármegye               |                                                   |
| Santa Aqua                                     | Bicske, Fejér vármegye                        |                                                   |
| Santé                                          | Szeged, Csongrád-Csanád vármegye              |                                                   |
| Sárkányvíz                                     | Bősárkány, Győr-Moson-Sopron vármegye         |                                                   |
| Silver Aqua                                    | Debrecen, Hajdú-Bihar vármegye                |                                                   |
| Super Aqua                                     | Cegléd, Pest vármegye                         |                                                   |
| Szemesvíz                                      | Balatonszemes, Somogy vármegye                |                                                   |
| Szent András                                   | Hévíz, Zala vármegye                          |                                                   |
| Szent Antal                                    | Budapest, II. kerület, Pest vármegye          |                                                   |
| Szent Erzsébet                                 | Budapest, XX. kerület, Pest vármegye          |                                                   |
| Szent István ásványvíz                         | Esztergom, Komárom-Esztergom vármegye         |                                                   |
| Szent József                                   | Eger, Heves vármegye                          |                                                   |
| Szentkirályi                                   | Szentkirály, Bács-Kiskun vármegye             | EAUSCAR Aqua Expo, 2004 Párizs                    |
| SzeSzóAqua                                     | Cegléd, Pest vármegye                         |                                                   |
| Széchenyi István                               | Budapest, XIV. kerület, Pest vármegye         |                                                   |
| Theodora Kékkúti                               | Kékkút, Veszprém vármegye                     |                                                   |
| Theodora Kereki                                | Kékkút, Veszprém vármegye                     |                                                   |
| Veritas Gold                                   | Albertirsa, Pest vármegye                     | Superior Taste Award, 2006 - 2007 - 2008 Brüsszel |
| Vértesi Primaqua                               | Vértes                                        |                                                   |
| Viktoria                                       | Akasztó, Bács-Kiskun vármegye                 |                                                   |
| Visegrádi                                      | Visegrád, Pest vármegye                       |                                                   |
| Vitale                                         | Cegléd, Pest vármegye                         |                                                   |
| Vitaqua                                        | Cegléd, Pest vármegye                         |                                                   |
| Vivien ásványvíz                               | Bicske, Fejér vármegye                        | Magyar Termék-Nagydíj 2003                        |

## Éves fogyasztás országonként (2003)

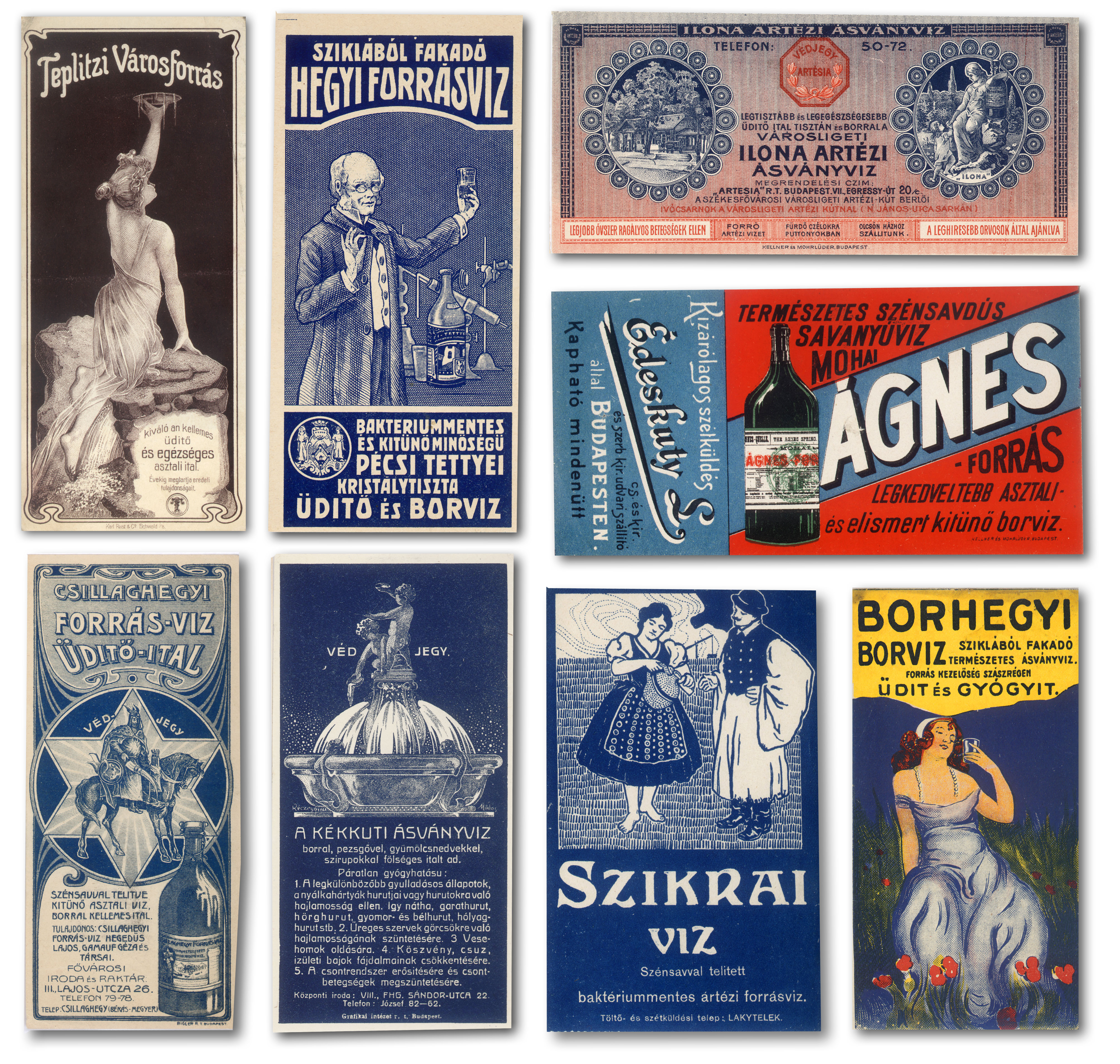
Magyar ásvány-, és forrásvizek 1920 előtt

| Ország         | Liter/fő |
| -------------- | -------- |
| Olaszország    | 203      |
| Franciaország  | 149      |
| Belgium        | 145      |
| Németország    | 129,1    |
| Spanyolország  | 126      |
| Svájc          | 110      |
| Portugália     | 92       |
| Görögország    | 57       |
| Lengyelország  | 41       |
| Nagy-Britannia | 34       |
| Oroszország    | 10       |

### Magyarországon
Magyarországon a Magyar Ásványvíz Szövetség adatai szerint ebben az évtizedben a következőképp alakult az egy főre eső fogyasztás literben:
- 2000: 39,2
- 2001: 42,4
- 2002: 50
- 2003: 60
- 2004: 60
- 2005: 70
- 2006: 85
- 2007: 105[1]

## Összehasonlítása a csapvízzel
Az ásványvizek ára a Magyarországon egyik legolcsóbbnak számító 31,5 forint/litertől kezdve akár a több száz forintot is elérheti. A csapvíz ára ezzel szemben a vízművek számítása szerint mindössze 0,218 forint/liter. Ráadásul Magyarországon a csapvizek fele ásványvíz minőségű.